# Microcotyle peprili
Microcotyle peprili är en plattmaskart. Microcotyle peprili ingår i släktet Microcotyle och familjen Microcotylidae. Inga underarter finns listade i Catalogue of Life.